# کریستیان آلبرخت ینسن
کریستیان آلبرخت ینسن (دانمارکی: Christian Albrecht Jensen; ۲۶ ژوئن ۱۷۹۲ – ۱۳ ژوئیهٔ ۱۸۷۰) نقاش پرتره‌نگار اهل دانمارک بود که در عصر طلایی دانمارک فعالیت می‌کرد و چهرهٔ بسیاری از افراد برجستهٔ آن دوره همچون هانس کریستیان آندرسن، هانس کریستین اورستد، برتل توروالدسن و کریستوفر ویلهلم اکرسبرگ را کشید.

## نگارخانه

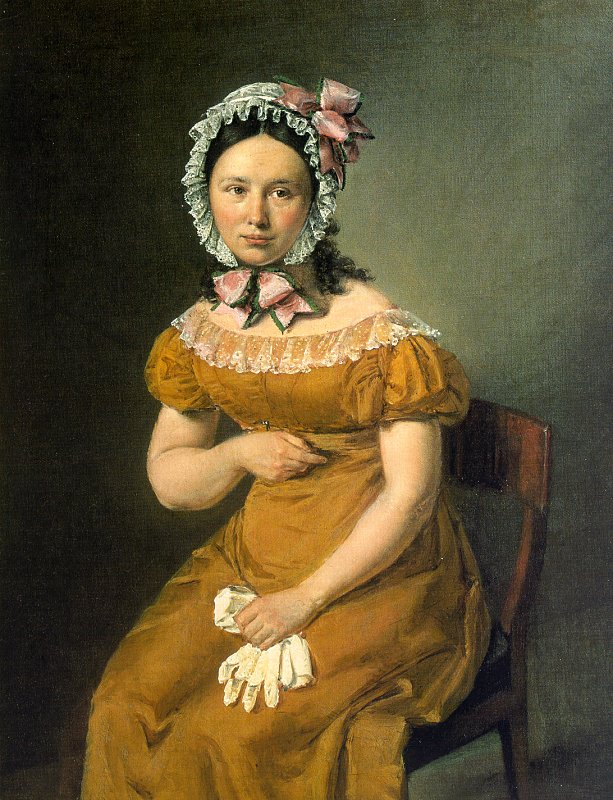
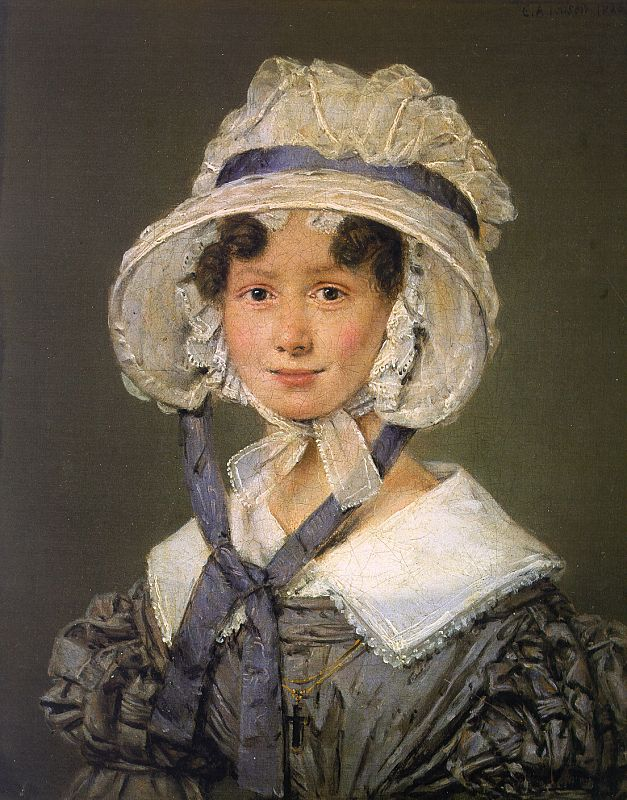
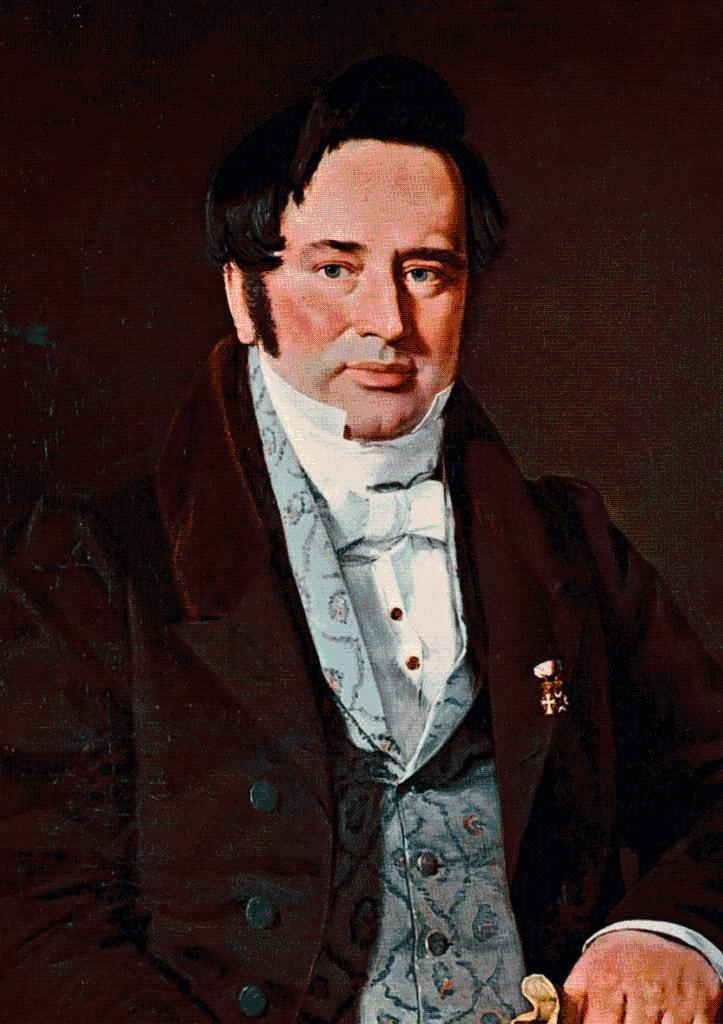
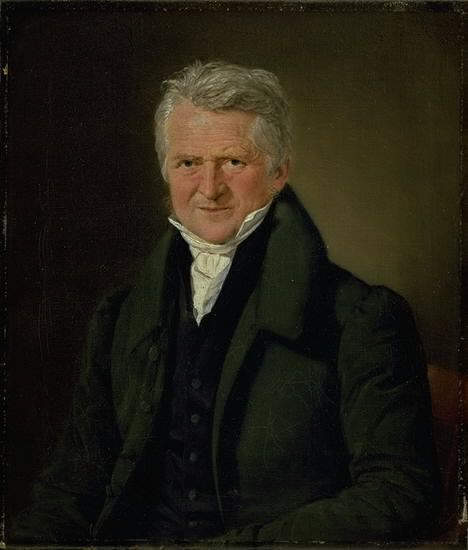
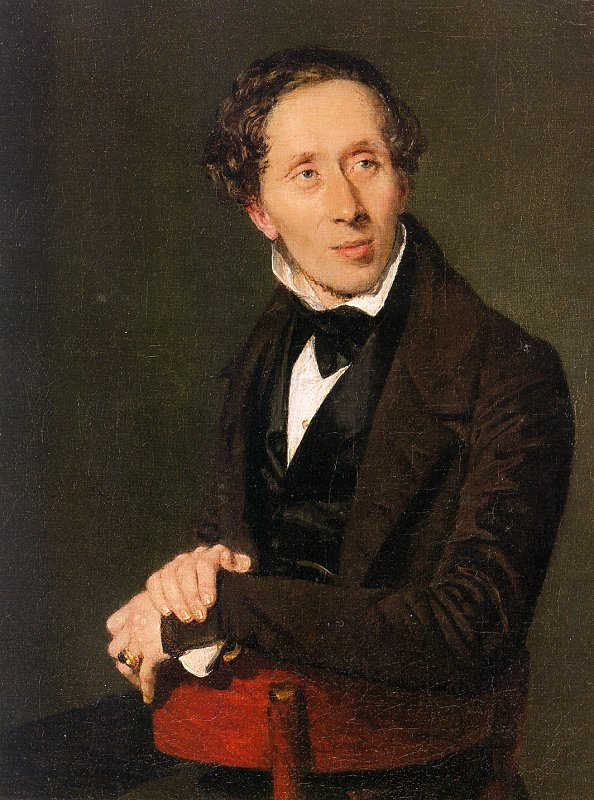
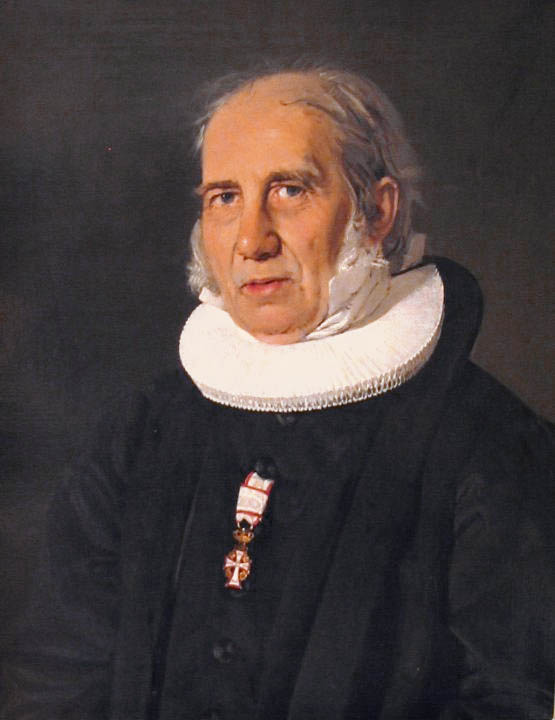
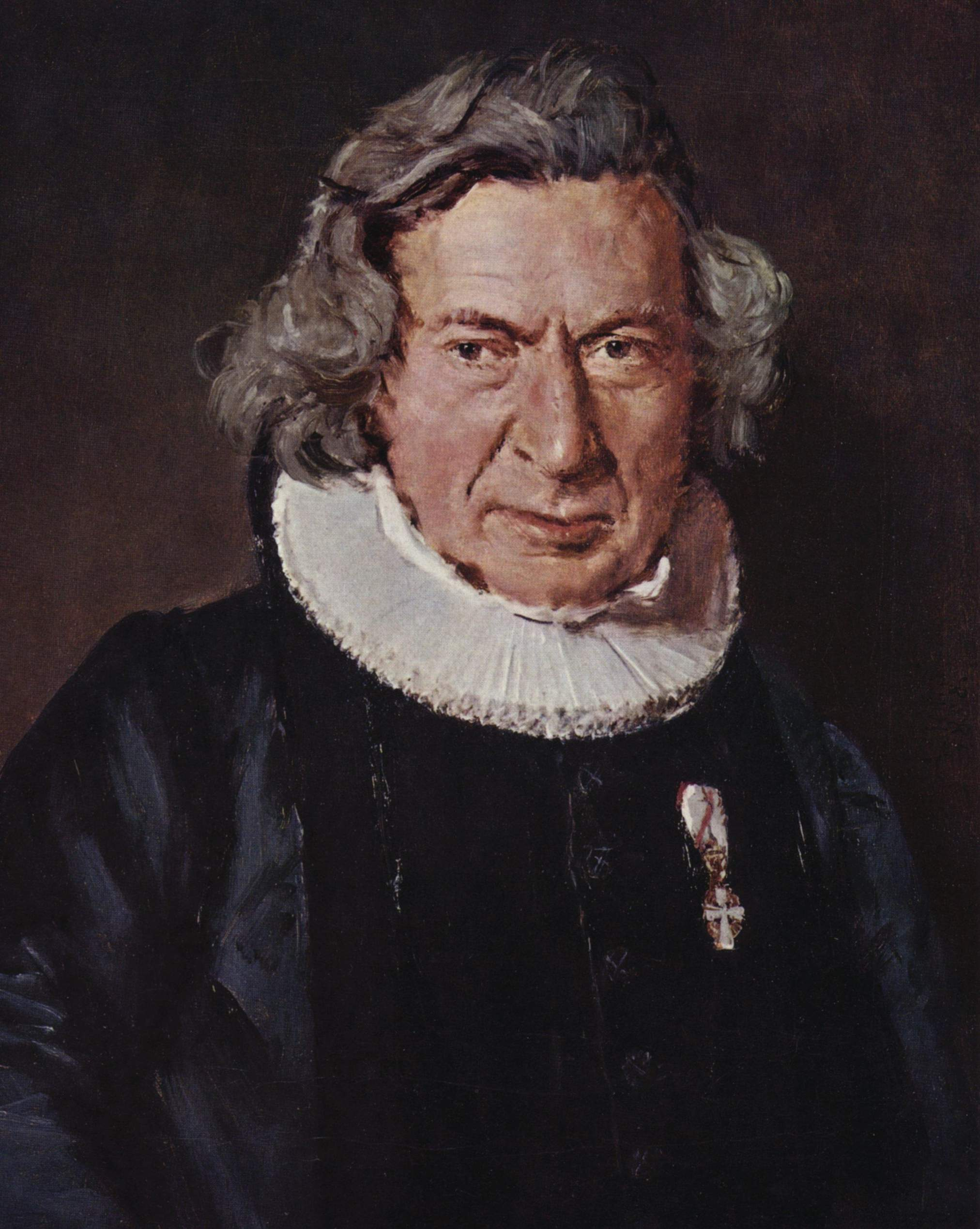